# Кара Булгар
Кара Булгар (Чорна Болгарія, Урус Булгар) — продовження Старої Великої Болгарії під правлінням Батбаяна і його наступників.

## Розташування
Чорна Булгарія розташована в східній частині північного Приазов'я, що примикає до нижнього Дону і з півночі обмежена нижньою течією Сіверського Дінця. Її західний кордон можна припустити десь в районі річки Молочної — це ділянка степового простору, цілком достатній для розміщення кочової орди, чисельністю в кілька десятків тисяч чоловік, і здатною, за умови домовленості з печенігами, робити набіги на область Херсонеса.

## Становлення Чорної Булгарії
Після розпаду Великої Булгарії в 668 році, частина Булгарії яка перебувала під верховенством хана Батбаяна стала автономною васальною територією Хозарського каганату. У більшості джерел VII—X століття, ця васальна територія називалась Чорна Булгарія, а її населення називали кара булгари або чорні булгари.

## Історія Кара Булгар

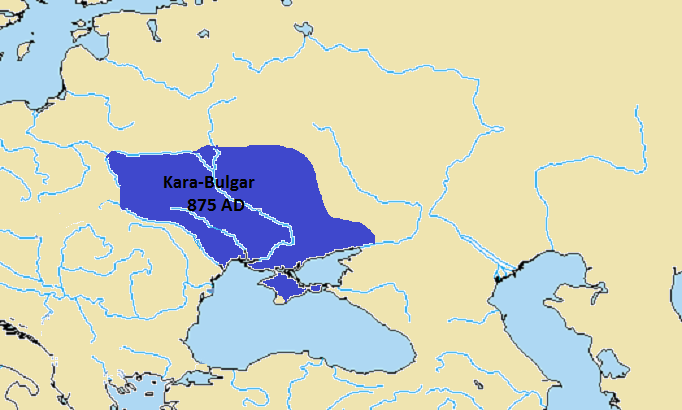

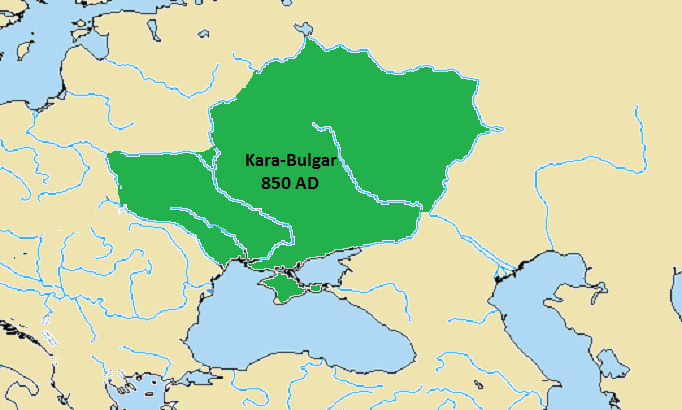

У перші роки васали хозар, чорні булгари, брали участь у спільних походах на Дунайську Булгарію, арабів і на тюркські племена, які сповідували тенгріанство. У середині XIII століття, після поразки хозар від Арабського халіфату в 737 р., починається ісламізація народів, що проживають в Хозарському каганаті. Починаючи від XIX століття, більша частина чорних булгарів прийняла іслам, але під час керування біг Обадія в Хозарському каганаті вважається офіційною релігією юдаїзм. Багато єврейських проповідників з'являються на теренах Хозарського каганату та Обадія і верхівка хозарського суспільства прийняли юдаїзм. Булгари відмовилися приймати нову релігію.
820-го року, правитель Чорної Болгарії, Урус Агар Айдар, повстав проти хозар. Урус Агар Айдар залучив на свій бік дунайських булгар, волзьких булгар, угорців, печенігив і спочатку Візантію (до 827). Урус Агар Айдар на короткий час об'єднав волзьких булгар і булгарів Батбаяна.
У свою чергу хозари залучили тюрків огузів. Спочатку повстання мало успіх, але 830, хозарам за допомогою Візантії вдалося придушити його. Це повстання дало поштовх до об'єднання волзьких та чорних булгар. Після смерті Урус Агар Айдара в 860 р., почалася війна між його синами Габдулою Джелком і Батом Габдулою.
865 Чорна Булгарія розпалася на дві частини, на сході — Волзька Булгарія, західна частина залишилася Чорною Булгарією. Обидві сторони часто воювали одна проти одної. У 895 році відбулася ще одна спроба об'єднати ці держави, але через різноманіття різних етнічних груп та релігій об'єднання було крихким і швидко розпалося. Деякі історики вважають, що остаточне розділення відбулося 922 року, вона вважається i роком створення Волзької Болгарії.

## Зменшення Кара Булгара
В кінці IX століття, останній правитель Кара Булгара, Арпад, який став правителем мадярів, зробив кілька військових кампаній проти Дунайської Болгарії. Це стикається з молодим болгарським царем Симеоном I. Цар Симеон задньої з печенігами викликати руйнівний і смертоносна вплив Кара Булгар. Після цієї поразки Чорного Булгара і мадярів з них оселилися в Паннонії і разом з мадярами утворюють сильний там Угорське королівство та інші засвоюються, ввівши племена зі сходу, як печенігів, половців, торків і північних слов'ян.

## Похід князя Володимира на Чорну Булгарію
Докладніше: Булгарский похід Володимира Святославовича
У 985 р, згідно з «Повісті временних літ», київський князь Володимир Святославич.
"Пішов … на болгар в човнах з дядею своїм Добринею, а торків привів берегом на конях; і так переміг болгар … І вчинив мир Володимир з болгарами, і поклялися вони межи собою, і сказали болгари: «Тоді не буде між нами миру, коли камінь стане плавати, а хміль — тонути».

## Археологія
Докладніше: Салтівська культура

### Городища
Харківська група
Донецька група
- Райгородське городище
- Городище Осіянська Гора
- Царине городище
- Святогірське городище
- Теплинівське городище
- Татьянівське городище
- Кіровське городище
- Новоселівське городище
- Сидорівське городище

Нижньодонецька група

## Хани
- Батбаян
- Джураш Бат-Умар
- Айяр
- Тат-Угек
- Тат-Утяк
- Кан-Караджар
- Урус Угир Айдар
- Лачин
- Габдулла Джілкі
- Алмиш Джафар